# Paola Elisabetta Cerioli
Paola Elisabetta Cerioli, I.S.F., rodným jménem Costanza Cerioli Buzecchi-Tasis (28. ledna 1816, Soncino – 24. prosince 1865, Seriate) byla italská římskokatolická řeholnice, zakladatelka Kongregace Svaté rodiny z Bergama a kongregace Sester Svaté rodiny z Bergama, které byla sama členkou. Katolická církev ji uctívá jako světici.

## Život
Narodila se dne 28. ledna 1816 v Soncinu jako poslední ze šestnácti dětí Francesca Cerioliho a Francescy Corniani. Roku 1827 byla poslána na školu v Bergamu, kde se vzdělávala do roku 1832.
Po dokončení vzdělávání se vrátila do Soncina, kde ji čekal sňatek domluvený rodiči. Dne 30. dubna 1835, když jí bylo 19 let, se provdala za Gaetana Busecchiho, vdovci po hraběnce, kterému bylo v té době 59 let. Během manželství, které trvalo 19 let, se musela vyrovnat mimo jiné se špatným zdravím svého manžela. S manželem měla čtyři děti, z nichž však tři zemřely v dětském věku. Poslední přeživší syn zemřel v lednu roku 1854 ve věku 16 let v důsledku vážné nemoci. V roce 1854 zemřel i její manžel.
Po smrti svého manžela a syna prožívala období hlubokého smutku. V té době se rozhodla pro řeholní život a začala pomáhat chudým a potřebným. Dne 25. prosince 1856 složila slib čistoty a dne 8. února 1857 slib chudoby a poslušnosti. Dne 8. prosince 1857 založila ženskou řeholní kongregaci Sester Svaté rodiny z Bergama, jejíž členky mají za úkol péči o potřebné děti. Do kongregace také sama vstoupila a přijala řeholní jméno Paola Elisabetta. Dne 4. listopadu 1863 pak založila mužskou větev této kongregace, Kongregaci Svaté rodiny z Bergama.
Zemřela dne 24. prosince 1865 v Seriate.

## Úcta
Její beatifikační proces započal dne 14. května 1919, čímž obdržela titul služebnice Boží. Dne 2. července 1939 ji papež Pius XII. podepsáním dekretu o jejích hrdinských ctnostech prohlásil za ctihodnou.
Blahořečena byla dne 19. března 1950 v bazilice sv. Petra papežem Piem XII. Dne 20. prosince 2003 byl uznán zázrak na její přímluvu, potřebný pro její svatořečení. Svatořečena pak byla dne 16. května 2004 na Svatopetrském náměstí papežem sv. Janem Pavlem II.
Její památka je připomínána 24. prosince. Bývá zobrazována v řeholním oděvu. Je patronkou jí založených kongregací.